# Llengües catuquines
Les llengües catuquines (o katukines) són un grup de tres llengües documentades al Brasil. Actualment només sobreviu el kanamarí que té uns 650 parlants i dins del grup ètnic katukina existeix un nombre indeterminat de parlants.
El terme catuquina és altament confús perquè s'ha usat per a diversos grups no relacionats ètnica ni lingüísticament. Així existeix un grup denominat katukina que parla una llengua pano i els catuquinarú que parlen una llengua arawak.

## Distribució
Els grups que parlen llengües catuquines es troben dispersos en la part occidental de l'estat brasiler de l'Amazones, més concretament en la mesoregió Amazones sud-oest en l'àrea per on transcorren els rius Itocoaí, Javarí, Jutaí, Juruá i Biá. Els catuquines viuen en llogarets denominats djapá o dyapá (= 'gent, grup, clan')
Cal tenir present que el terme katuquina/catuquina o variants del mateix s'ha aplicat a altres grups arawak i pano que la llengua dels quals no està emparentada de cap manera amb les llengües catuquines pròpiament dites. Així a la conca del riu Purus, existeix un grup anomenat katuquina o catuquinarú que pertany a la família lingüística arawak. Mentre que els katukina dels rius Embira i Gregorio parlen marubo, una llengua pano.

## Classificació
Les llengües catuquinas es divieden usualment en tres o quatre llengües principals, no obstant això, alguns autors consideren que és més correcte afirmar que es tracta d'un únic idioma amb una important variació dialectal.

### Llengües de la família
La documentació sobre aquestes llengües és escassa, les tres llengües ben conegudes són:
- Kanamarí (1650 parlants, 2006)[2]
  - Kanamarí de l'Itocaí i del Javarí
  - Kanamarí del Jutaí i Juruá
  - Kanamarí del Biá
  - Txunhuã-djapá (classificada a vegades com una llengua independent)[3]
- Katawixí (10 parlants, 1986)[4]
- Katukína (1 parlant, 1976)[5]

El projecte comparatiu ASJP basat en diveregencia lèxica mediada a través de la distància de Levenshtein reconstrueix el següent arbre binari per a les proximitat lèxica:
|  | Katawixí                                              |
|  |                                                       |
|  | \| \| Kanamarí \| \| \| \| \| \| Katukina \| \| \| \| |
|  |                                                       |
|  | Kanamarí                                              |
|  |                                                       |
|  | Katukina                                              |
|  |                                                       |

|  | Kanamarí |
|  |          |
|  | Katukina |
|  |          |

### Relació amb altres famílies
Sovint s'ha considerat una petita família de llengües sense parentiu amb altres (família aïllada). Joseph Greenberg va proposar juntament amb altres lingüistes que podria ser part d'una unitat filogenètica que ell denomina macrotucana, encara que aquesta classificació ha estat àmpliament criticada. Recentment s'han aportat alguns indicis de parentiu amb les llengües harákmbut del Perú (llengües harákmbut–catuquines).

## Descripció lingüística

### Comparació léxica
Els numerals en les llengües catuquinas permeten fer-se una idea de la proximitat de les llengües:
| GLOSSA | Katawishí | Katukina | Kanamarí   | Kanamarí  | Kanamarí   | PROTO- CATUQUINA |
| GLOSSA | Katawishí | Katukina | kanamarí   | Bendiapá  | Parawa     | PROTO- CATUQUINA |
| ------ | --------- | -------- | ---------- | --------- | ---------- | ---------------- |
| 1      | wakata    | heghykty | ekek       | kik       | ikek       | *hekik(t)-       |
| 2      | sahe      | upaûa    | ubawa      | ubawa     | bawa       | *upawa           |
| 3      | tiumpa    | tupaua   | ekek atehu | kik atehu | ikek etehu | *hekik (a)tipu   |
| 4      |           | noyhan   |            |           |            |                  |